# Wellsee
Wellsee – jezioro w Niemczech, w kraju związkowym Szlezwik-Holsztyn, w Kilonii. Powierzchnia tego jeziora wynosi 0,25 km².